# Crataegus ravida
Crataegus ravida är en rosväxtart som beskrevs av William Willard Ashe. Crataegus ravida ingår i Hagtornssläktet som ingår i familjen rosväxter. Inga underarter finns listade i Catalogue of Life.